# Pertársaság
Pertársaság keletkezik, ha több felperes együtt perel vagy több alperest együtt perelnek. A pertársaságnál az egyik pertárs ellen hozandó ítélet valamilyen  módon a másik pertárs helyzetét is érinti. Nincs pertársaság akkor, ha több törvényes képviselő vesz részt a perben, amennyiben az általuk képviselt fél csak egy személy. 

## Pertársaság keletkezése
Kényszerű (egységes) pertársaság jön létre, ha a per tárgya csak valamennyi érdekelt perben állása mellett dönthető el (például ingatlan közös tulajdonának megszüntetése esetén mindegyik  tulajdonosnak perben kell állnia). Ha kényszerű pertársaságnál nem áll perben valamennyi fél, akkor az a per megszüntetéséhez vezethet. Létrejöhet pertársaság célszerűségi szempontból is, ez a felperes elhatározásától függ.

## A pertársaság feltételei
A Pp. 51. §-a tartalmazza a pertársaság feltételeit.
51. § Több felperes együtt indíthat pert, illetőleg több alperes együtt perelhető, ha:

a) a per tárgya olyan közös jog, illetőleg olyan közös kötelezettség, amely csak egységesen dönthető el, vagy ha a perben hozott döntés a pertársakra a perben való részvétel nélkül is kiterjedne;

b) a perbeli követelések ugyanabból a jogviszonyból erednek;

c) a perbeli követelések hasonló ténybeli és jogi alapból erednek, és ugyanannak a bíróságnak az illetékessége a 40. § rendelkezéseinek alkalmazása nélkül is mindegyik alperessel szemben megállapítható.

### Egységes pertársaság
A Pp. 51. § a, pontja szerinti egységes pertársaság akkor keletkezik, ha a per tárgyául szolgáló közös jogot vagy kötelezettséget csak egységesen lehet eldönteni (pl. tulajdonközösség megszüntetése iránti per). Egységes pertársaság jön létre akkor is, ha a perben hozott döntés a pertársakra a perben való részvétel nélkül is kiterjedne.

### Egyszerű pertársaság
A Pp. 51. § b, pontja  szerinti egyszerű pertársasághoz elegendő, ha a perbeli követelések ugyanabból a jogviszonyból erednek. (például bérbeadó felperes bérlőtársak ellen indított per). A Pp. 51. § c, pontja alapján a perbeli követelések hasonló ténybeli vagy jogi alapja esetén is létrejöhet pertársaság  (társasház közös képviselője több tulajdonost perel az elmaradt közös költség  miatt). A c, pontnál a törvény feltételül szabja, hogy a bíróság illetékessége valamennyi alperesre fennálljon.

## A pertársak jogállása

### Egységes pertársaságnál
A pertársak függőségének elve érvényesül: az egyik pertárs cselekménye nem bírálható el a másik perbeli cselekményétől függetlenül.
- Bármelyik pertárs perbeli cselekményei – az egyezséget, az elismerést és a jogról való lemondást kivéve – arra a pertársra is kihatnak, aki valamely határidőt, határnapot vagy cselekményt elmulasztott, feltéve, hogy mulasztását utóbb nem pótolta.
- Ha a pertársak cselekményei vagy előadásai egymástól eltérnek, a bíróság azokat a per egyéb adatait is figyelembe véve bírálja el.

### Egyszerű pertársaságnál
A függetlenség elve érvényesül: az egyes pertársak cselekményeit, mulasztásait a bíróság a másik pertárs cselekményére, mulasztására tekintet nélkül bírálja el.
- Az egyik pertárs cselekménye vagy mulasztása sem szolgálhat a többi pertárs előnyére vagy hátrányára.
- A határnapra szóló idézést, valamint az érdemi határozatot az abban közvetlenül nem érdekelt pertárssal is közölni kell; a tárgyalás elkülönítése esetén azonban a közvetlenül nem érdekelt pertársak idézése mellőzhető.